# Jaime Ruiz La Rosa
Jaime Ruiz La Rosa (* Huaral, Perú 23 de mayo de 1937) es un exfutbolista peruano. Jugó de mediocampista, destacándose a inicios de la década de los sesenta.

## Trayectoria
Actuó como jugador en su país para los equipos de Centro Iqueño, Mariscal Sucre, Universitario de Deportes y Juan Aurich. También militó en Pumas de la UNAM en México, pero el club donde más destacó fue en el Universitario, donde se convierte en pieza fundamental del equipo que consigue el bicampeonato para los "merengues" en la Primera División de Perú.
En su regreso al Perú en 1967, se puso a vestir la camiseta del Juan Aurich, club donde también se convirtió en un referente, convirtiéndose en goleador del equipo en su primer año y posicionándose como capitán del conjunto chiclayano.

## Selección nacional
Participó en dos partidos por la Selección de fútbol de Perú. 

### Participaciones en Juegos Olímpicos
| Juegos Olímpicos              | Sede   | Resultado    |
| ----------------------------- | ------ | ------------ |
| Juegos Olímpicos de Roma 1960 | Italia | Primera fase |

### Partidos internacionales
| Partidos internacionales | Partidos internacionales | Partidos internacionales                   | Partidos internacionales | Partidos internacionales | Partidos internacionales | Partidos internacionales | Partidos internacionales | Partidos internacionales | Partidos internacionales |
| N.º                      | Fecha                    | Estadio                                    | Local                    | Resultado                | Visitante                | Goles                    | Asistencias              | DT                       | Competición              |
| ------------------------ | ------------------------ | ------------------------------------------ | ------------------------ | ------------------------ | ------------------------ | ------------------------ | ------------------------ | ------------------------ | ------------------------ |
| 1                        | 26 de agosto de 1960     | Estadio Artemio Franchi, Florencia, Italia | Francia                  | 2-1                      | Perú                     |                          |                          | György Orth              | Juegos Olímpicos         |
| 2                        | 1 de septiembre de 1960  | Stadio Adriatico, Pescara, Italia          | Perú                     | 3-1                      | Hungría                  |                          |                          | György Orth              | Juegos Olímpicos         |
| Total                    | Total                    | Total                                      | Presencias               | 2                        | Goles                    | 0                        |                          |                          |                          |

## Clubes

### Como jugador
| Club                      | País   | Año       |
| ------------------------- | ------ | --------- |
| Centro Iqueño             | Perú   | 1955-1957 |
| Universitario de Deportes | Perú   | 1958-1963 |
| → Mariscal Sucre (cedido) | Perú   | 1964      |
| Pumas de la UNAM          | México | 1965-1966 |
| Juan Aurich               | Perú   | 1967-1970 |

## Estadísticas
| 1958  | 2  | 0  |
| 1959  | 14 | 3  |
| 1960  | 17 | 4  |
| 1961  | 15 | 4  |
| 1962  | 12 | 2  |
| 1963  | 10 | 1  |
| Total | 70 | 14 |

## Palmarés
| Título           | Club                      | País | Año  |
| ---------------- | ------------------------- | ---- | ---- |
| Primera División | Universitario de Deportes | Perú | 1959 |
| Primera División | Universitario de Deportes | Perú | 1960 |